# NGC 3827
NGC 3827 је спирална галаксија у сазвежђу Лав која се налази на NGC листи објеката дубоког неба.
Деклинација објекта је + 18° 50' 43" а ректасцензија 11h 42m 36,2s. Привидна величина (магнитуда) објекта NGC 3827 износи 13,2 а фотографска магнитуда 13,8. NGC 3827 је још познат и под ознакама UGC 6673, MCG 3-30-54, CGCG 97-70, IRAS 11400+1907, PGC 36361.